# Fatmagül'ün Suçu Ne?
Fatmagül'ün Suçu Ne? (littéralement Quel est le crime de Fatmagül ?), est un soap opera dramatique turc en 80 épisodes de 90 minutes diffusé du 16 septembre 2010 au 21 juin 2012 sur la chaîne de télévision généraliste Kanal D.
En France, il a été redécoupé en 166 épisodes de 45 minutes et diffusé à partir du 11 mai 2018 et rediffusé le 28 avril 2020 sur Novelas TV sous le titre « Fatmagül » et diffusé en France sur M6 à partir de février 2021.
Le feuilleton est également disponible sur 6play entre 2023-2024.
La série est une adaptation de l'œuvre homonyme de l'écrivain turc Vedat Türkali. Elle raconte l'histoire d'une jeune fille, Fatmagül, amoureuse de son amour de jeunesse Mustafa, mais contrainte, à la suite de son propre viol, de se marier à un autre homme afin de sauver l'honneur familial.

## Synopsis
Fatmagül (Beren Saat) est une jeune fille de milieu modeste s'apprêtant à se marier à son amour de jeunesse Mustafa (Fırat Çelik). Elle vit avec son frère, handicapé mental, sa belle-sœur et leur fils. Peu avant son mariage, elle est violée par trois hommes, issus de familles riches. Afin de sauver l'honneur familial, elle est contrainte de se marier à Kerim (Engin Akyürek), présent lors de la tragédie mais n'y ayant pas participé.
Fatmagül Ketenci est une fille qui vit à Ildır, un village de la côte égéenne appartenant au district administratif de Çeşme, dans la province d'Izmir. Elle vit avec son frère Rahmi, qui tient une laiterie. Elle est fiancée à un pêcheur, Mustafa Nalçalı qui doit l’épouser dans un mois, et rêve d échapper à sa belle-sœur agaçante Mukaddes, qui la déteste. Kerim Ilgaz est un apprenti forgeron bien élevé qui vit avec sa tante Meryem Aksoy, connue affectueusement comme "Ebe Nine" ("Granny Ebe"), qui est une guérisseuse phytothérapeute traditionnelle . Le grand événement de la saison est l'engagement de Selim, le fils de Reşat Yaşaran, le plus riche et le plus influent de la région, à la fille du politicien Turaner Alagöz, Meltem. Kerim retrouve ses anciens amis Vural, et les cousins Erdoğan et Selim. Après la fête des fiançailles, tous les quatre vont faire la fête en buvant et avalant des extasies sur une plage. Pendant ce temps, Fatmagül quitte son domicile en pleine nuit pour assister au départ en mer de Mustafa et les rencontre accidentellement en chemin. Erdoğan, Selim et Vural la violent, Kerim assiste au drame sans se souvenir de l'événement. Fatmagül, traumatisée, est découverte le lendemain matin par Ebe Nine alors qu'elle cueille des herbes. Vural est profondément perturbé par l'événement, ayant des cauchemars constants à propos de Fatmagül, tandis qu'Erdoğan et Selim continuent comme si de rien n'était, confiants du pouvoir de leur famille pour les protéger. Alors que la ville s'emballe violemment au sujet de l'incident, Kerim accepte de porter seul le chapeau et épouse Fatmagül, d'abord réticente car elle le croit coupable, pour tenter de défendre la réputation de celle-ci et aussi pour protéger ses amis. En butte á l'hostilité du voisinage et craignant la colère de Mustapha, les familles de Fatmagül et Kerim déménagent en hâte à Istanbul puis, plus tard, vendent leurs maisons. Kerim tombe rapidement amoureux de Fatmagül, mais elle le déteste et rejette tout ce qui vient de lui. Les choses se compliquent à cause des machinations des Yaşarans et de leur avocat sans scrupules, Münir Telci, et de Mustafa, qui cherche à se venger car il pense que Kerim et Fatmagül ont eu une liaison dont l’incident est l’apothéose. En conséquence, les Yaşarans et Mustafa commencent à harceler Kerim, Fatmagül et leurs proches. Après quelques mois de mariage et plusieurs tentatives pour le faire, Kerim confronte Fatmagül, lui disant qu'il n'était pas impliqué dans son viol. Cependant, même si elle a déjà développé de l'affection pour Kerim, Fatmagül ne le croit toujours pas. Pour prouver sa sincerité et la puissance de son amour, Kerim fait une déposition à la police dans laquelle il dit ce qu’îl sait de l’incident. Mustafa apparaît une fois de plus et demande à Fatmagül de lui pardonner, mais elle le rejette. Les choses prennent une tournure autre quand les Yaşarans commencent à menacer Kerim et Fatmagül, essayant de terminer rapidement l'affaire et de la mettre au panier, tout en utilisant l'amer Mustafa contre eux. Pendant le procès, les Yaşarans falsifient leurs témoignages, Vural faisant la même chose à contrecœur. Ils ont également recours à l'utilisation de plusieurs témoins soudoyés. Vural est bientôt tué accidentellement par Mustafa. Kerim est arreté pour le meurtre de Vural. Il est relâché grâce au témoignage d’Hacer, la femme de Mustapha. Mustapha qui, après que les Yasarans l'ait cachė pour lui éviter d’être interrogé par la police , enlève Fatmagül et la retenant dans une ancienne usine abandonnée, tente de lui faire avouer (en vain) qu'elle l'aime. Fatmagül lui échappe tandis que Kerim arrive pour la sauver. Mustafa tente de tuer Kerim mais le père de Kerim le blesse. Il parvient à s’échapper mais il est repris par la police quelques jours plus tard, inconscient dans les buissons, jugė et condamné á 22 ans de prison.  Au mariage de Kerim et Fatmagül, une personne est interpellée en possession d’un pistolet. Mustafa, sorti de prison pour être interrogé á ce sujet est tué par la police en tentant de s'échapper. Selim et Erdoğan se sont tous deux enfuis á Malte. Finalement, Fatmagül assiste au tribunal á la fin du procès où les coupables sont punis. Au sortir du tribunal, la foule de ses supporters fête la victoire de leur héroïne et Fatmagül fait un discours pour dėnoncer le sort fait aux femmes victimes de viol et exhorte celles-ci á briser le silence. La dernière scène dépeint Fatmagül enceinte de Kerim et aspirant à une vie plus heureuse.

## Distribution
Sauf indication contraire, les informations mentionnées dans cette section peuvent être confirmées par la base de données cinématographiques Allociné,  présente dans la section « Liens externes ».
- Beren Saat : Fatmagül Ketenci Ilgaz
- Engin Akyürek : Kerim Ilgaz
- Engin Öztürk : Selim Yaşaran
- Kaan Taşaner : Erdoğan Yasaran
- Bulgra Gulsoy : Vural Namli
- Fırat Çelik : Mustafa Nalçalı
- Musa Uzunlar : Reşat Yaşaran
- Sumru Yavrucuk : Meryem Aksoy Pakalin
- Murat Daltaban : Munir Telci
- Sevtap Ozaltun : Asu/ Hacer Ovacik Nalcali
- Seda Guven : Meltem Alagöz Yaşaran
- Deniz Türkali : Perihan Telci Yaşaran
- Civan Canova : Kadir Pakalin
- Esra Dermancioğlu : Mukaddes Ketenci
- Bulent Seyran : Rahmi Ketenci
- Veda Yurtsever Ipek : Ender Alagoz
- Aziz Sarvan : Turaner Alagöz
- Mehmet Uslu : Rıfat Yaşaran
- Servet Pandur : Leman Namli
- Zuthu Erkan : Semsi Namli
- Sacide Tasaner : Halide Nalçalı
- Toygun Ateş : Emin Nalçalı
- Deniz Baytaş : Hilmiye Yaşaran
- Serdar Gökhan : Fahrentin Ilgaz
- Gozde Kocaoğlu : Deniz Ilgaz